# Santa Barbara
Santa Barbara je město na jihozápadě Kalifornie, ve Spojených státech amerických. Je hlavním městem okresu Santa Barbara. Město leží mezi Tichým oceánem a pohořím Santa Ynez Mountains. V roce 2014 zde žilo 91 196 obyvatel.
Santa Barbara je oblíbená turistická destinace. Místní ekonomika je založená na turismu, soukromých  službách, zdravotnictví, školství, zemědělství, a manufakturní výrobě. Santa Barbara je sídlem Kalifornské univerzity v Santa Barbaře. Město má své mezinárodní letiště a vlakové nádraží společnosti Amtrak. Město protíná také slavná Pacific Coast Highway.

## Historie

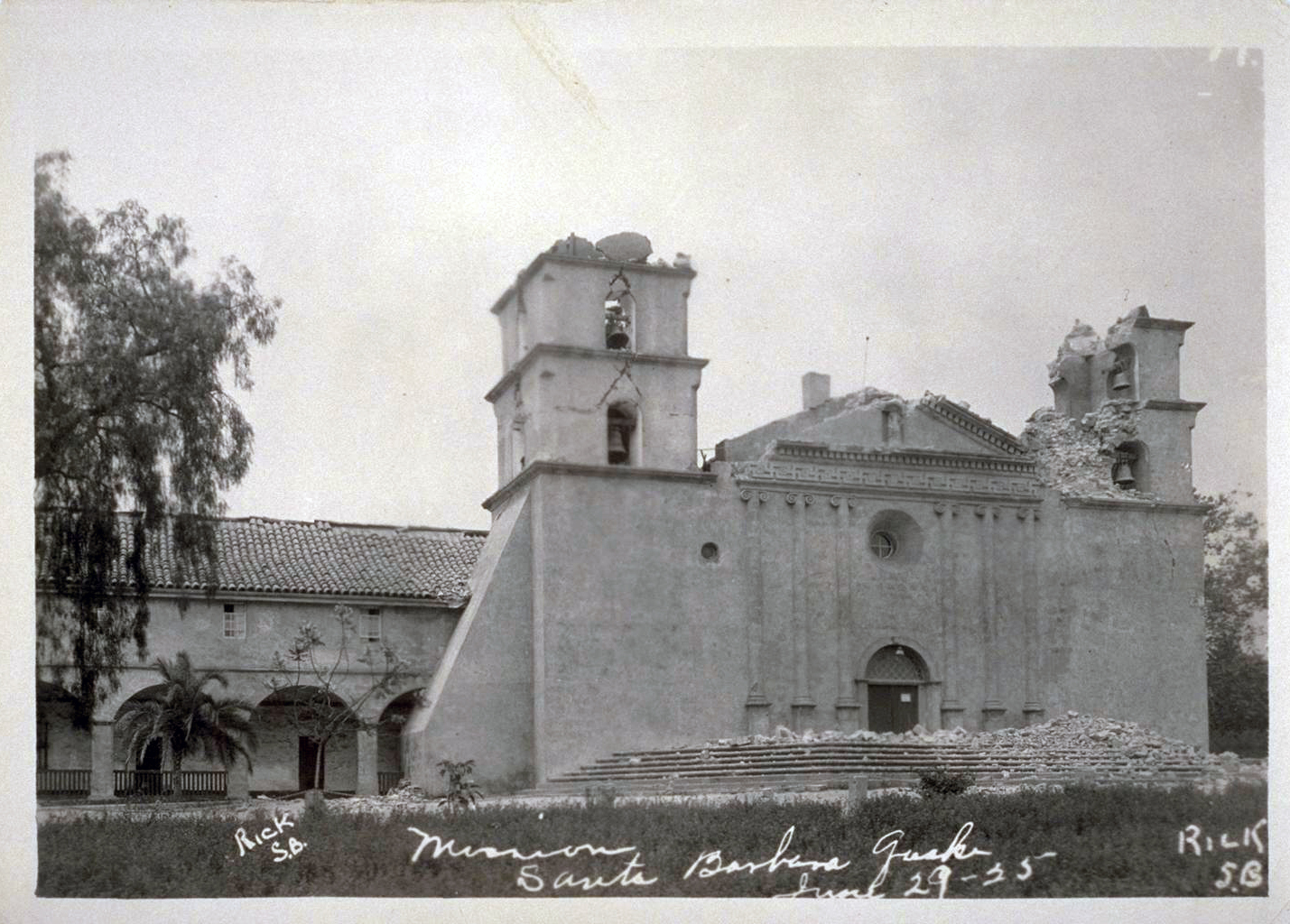
Zemětřesením poničená misie Santa Barbara

Poté, co byly z této oblasti vyhnáni původní obyvatelé, postavili zde Španělé první misii. Při dobývání Kalifornie Spojenými státy v polovině 19. století byla misie v Santa Barbaře dobyta za cenu krveprolití na obou stranách. Roku 1848 se stala Kalifornie, a potažmo i misie a malá obec kolem ní územím Spojených států. Změna přišla velice rychle po dobytí Santa Barbary.
Město bylo osamostatněno 9. dubna 1850. Obyvatelstvo se mezi lety 1850 až 1860 zdvojnásobilo, roku 1851 zeměměřič Salisbury Haley navrhl rozvržení ulic a dřevěné konstrukce původních budov byly nahrazeny cihlovými a kamennými zdmi. Během zlaté horečky Santa Barbara nechvalně proslula tím, že se stala útočištěm pro mnohé lapky, gemblery, a vyvrhely. Santa Barbara byla proto nebezpečným a bezvládím překypujícím městem, do něhož se nedoporučovalo chodit. Ve městě tehdy vládl charismatický gambler Jack Powers, kterého se podařilo zlikvidovat až s pomocí ozbrojeného sboru z města San Luis Obispo.
Roku 1871 zde byla otevřena první banka. Za to se zasloužil majetný podnikatel Mortimer Cook, který zde poté sloužil dvě volební období jako starosta města. Během téže dekády zpopularizoval město spisovatel Charles Nordhoff. Roku 1887 byla dokončena stavba luxusního hotelu Arlington a téhož roku byla do města přivedena železniční trať z Los Angeles. Roku 1901 se trať prodloužila až do San Francisca, díky čemuž se náhle stala Santa Barbara velice snadno dostupnou turistickou destinací. Těsně před začátkem 20. století byla poblíž města nalezena ropa a na pobřeží během krátké chvíle vyrostlo mnoho vrtných strojů. Těžba v omezené míře pokračuje dodnes. Během éry němého filmu hostovalo město jedno z největších filmových studií té doby. Flying A Studios zde působilo od roku 1910 do roku 1922. V roce 1925 zasáhlo Santa Barbaru ničivé zemětřesení. Většina staveb ve městě musela být postavena znovu. Během tohoto zemětřesení zemřelo 13 osob. V té době poblíž města vyrostl komplex továren společnosti Loughead Aircraft Company, z níž se stala světoznámá nadnárodní korporace Lockheed. Během druhé světové války zde měla americká armáda základnu pro pozemní jednotky a malou loděnici na pobřeží. Jakmile válka skončila, mnoho vojáků, jež sloužilo na zdejší základně, se rozhodlo zůstat ve městě. Kvůli tomu vzrostla do roku 1950 populace města o 10 000 lidí. Nárůst obyvatelstva sebou nesl dramatické následky v podobě nedostačující infrastruktury a ekonomiky. Naštěstí se v tomto období začalo přes město s výstavbou Pacific Coast Highway. Dnes je Santa Barbara město s vysokými cenami za pozemek a velice oblíbená turistická destinace.

## Geografie

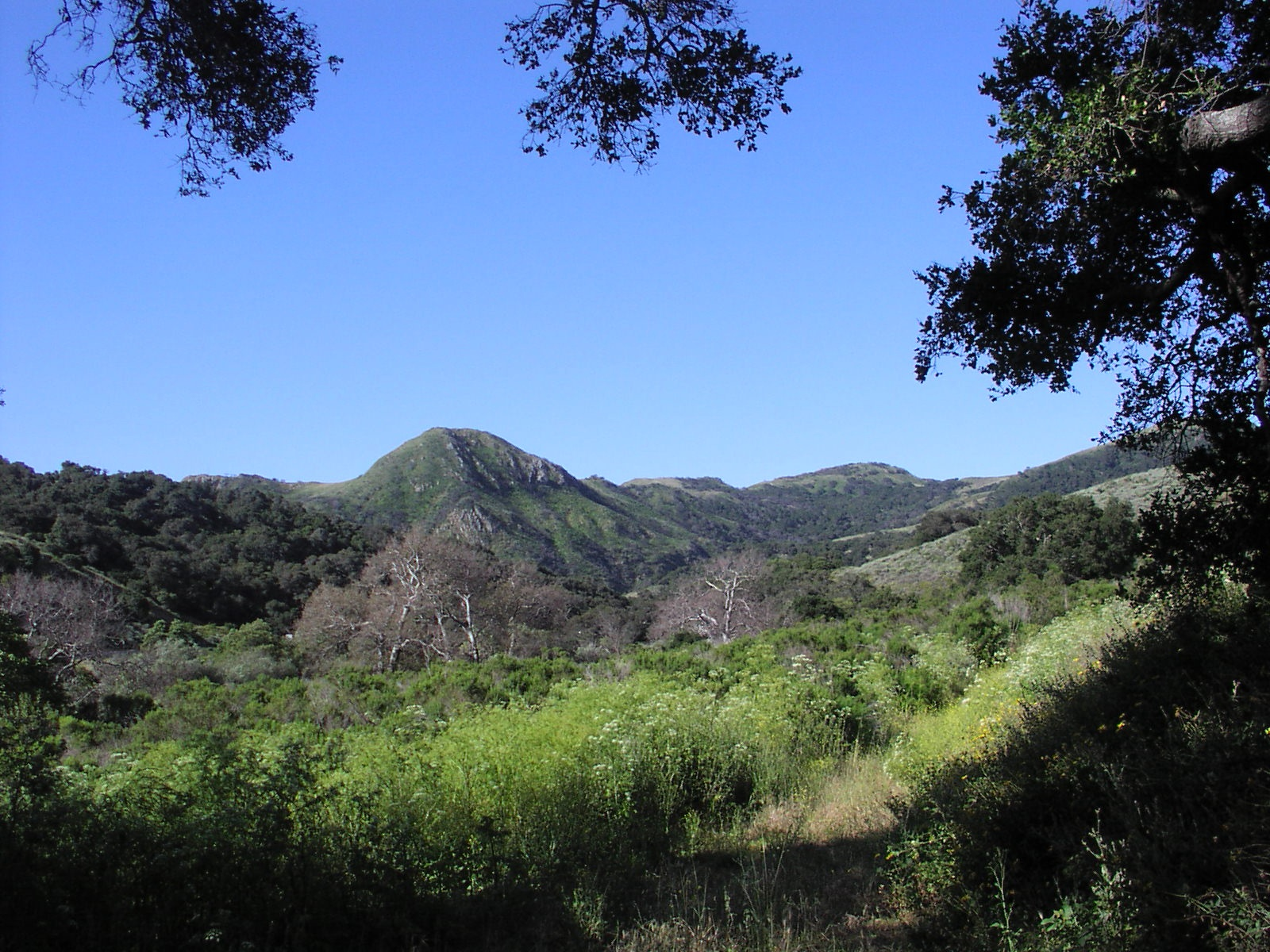
Jeden z vrcholků pohoří Santa Ynez Mountains

Santa Barbara se nachází přibližně 145 km severozápadně od Los Angeles. Mezi těmito dvěma městy se vine podél pobřeží Pacific Coast Highway, a právě této části dálnice se přezdívá “Americká riviéra“. Pohoří Santa Ynez Mountains za městem přechází do menších kopců, posléze do vysokých hor. Některé vrcholky dosahují nadmořské výšky 1 200 m n. m. Pohoří je pokryto nízkými keři a vzácně, obvykle jednou za tři roky, jsou vrcholky hor pokryty vrstvou sněhu. Plocha města je 108,8 km2, ze kterých je 58 km2 voda.
Santa Barbara má slunné podnebí typické pro celou jižní Kalifornii. Jelikož město leží podél oceánu, tak na pobřeží bývá teplota vzduchu mírně nižší, než ve vnitrozemské části města. Nejteplejším měsícem je obvykle srpen, kdy průměrná teplota vzduchu dosahuje 20 °C. Naopak nejchladnějším měsícem je leden, v němž se průměrná teplota pohybuje kolem 14 °C.
V zimě město zažívá časté bouře, se kterými přichází také hustý déšť. Srážky ještě zvyšuje pohoří Santa Ynez Mountains, Léto je zde, stejně jako v ostatních oblastech jižní Kalifornie, slunné, téměř bezoblačné, a téměř bez srážek. Podzim bývá větrný. 

## Město
Santa Barbara leží v mírně kopcovitém terénu. Středem města je ulice State St. (jen ve své spodní části má téměř 5 km). State St. vychází z přístavu Stearns Wharf a směřuje mírně do vrchu severozápadním směrem. Centrální část Santa Barbary tvoří nižší dvoupodlažní domy s bílou fasádou v novošpanělském stylu. Na hlavní ulici je řada podloubí, kde se nachází restaurace, kavárny, bary, knihkupectví a menší obchody.
Z historických staveb je nejvíce známá Presidio de Santa Barbara. Dále 200 let stará kasárna El Cuartel, druhá nejstarší budova v Kalifornii. Patrně nejvýznamnější památkou je misie v kopcích nad městem Mission Santa Barbara. Již zmíněné přístaviště Stearns Wharf, dřevěné molo s několika dřevostavbami vybíhající do Tichého oceánu, bylo postavené v roce 1872.
Santa Barbara má řadu čtvrtí, které mají svou vlastní historii, architekturu a kulturu.
Čtvrť The Mesa se rozkládá 4 km od Santa Barbara city College. The mesa ztělesňuje plážovou kulturu Santa Barbary. Je to vysněné místo k bydlení pro mnoho Američanů kvůli blízkosti oceánu, a vysokoškolských kolejí. Zástavba zde započala ve 20. letech 20. století, nicméně tato zástavba byla přerušena kvůli nalezení zdejších ropných polí. Tato pole byla velmi rychle vyčerpána, a po druhé světové válce se s výstavbou rodinných domů pokračovalo. Nicméně poslední vrtné stroje zde vydržely až do 70. let minulého století.
The Riviera je čtvrť, která se rozkládá od oceánu až ke kopcovité oblasti za městem. Severní hranice čtvrti se vine podél Foothill Road ke Sycamore Canyon Road. Na jižní straně čtvrť kopíruje linii North Salinas Street. Jméno této čtvrti odkazuje na slavné jižní pobřeží Francie a severní Itálie. Tato čtvrť se vyznačuje točitými ulicemi se složitými kamennými terasami, které vybudovali italští přistěhovalci začátkem 20. století. Mnoho budov právě v této čtvrti má výborné pohledy na panorama oceánu.
Čtvrť The Westside se z velké části nachází mezi State Street a čtvrtí Mesa. V této čtvrti se nachází místní vysoká škola Santa Barbara city College.
Čtvrť The Eastside je čtvrtí vzdělávání a kultury. Z tohoto důvodu je právě tato čtvrť domovem místní střední školy a koncertního sálu.
The Waterfront se skládá povětšinou z obchodních center nebo turisticky laděných krámků. V této čtvrti se nachází Santa Barbarský přístav.
Čtvrť Upper State je obytná a obchodní čtvrť, která zahrnuje řadu kancelářských budov. V této čtvrti se také nachází hlavní městská nemocnice.

## Fotogalerie

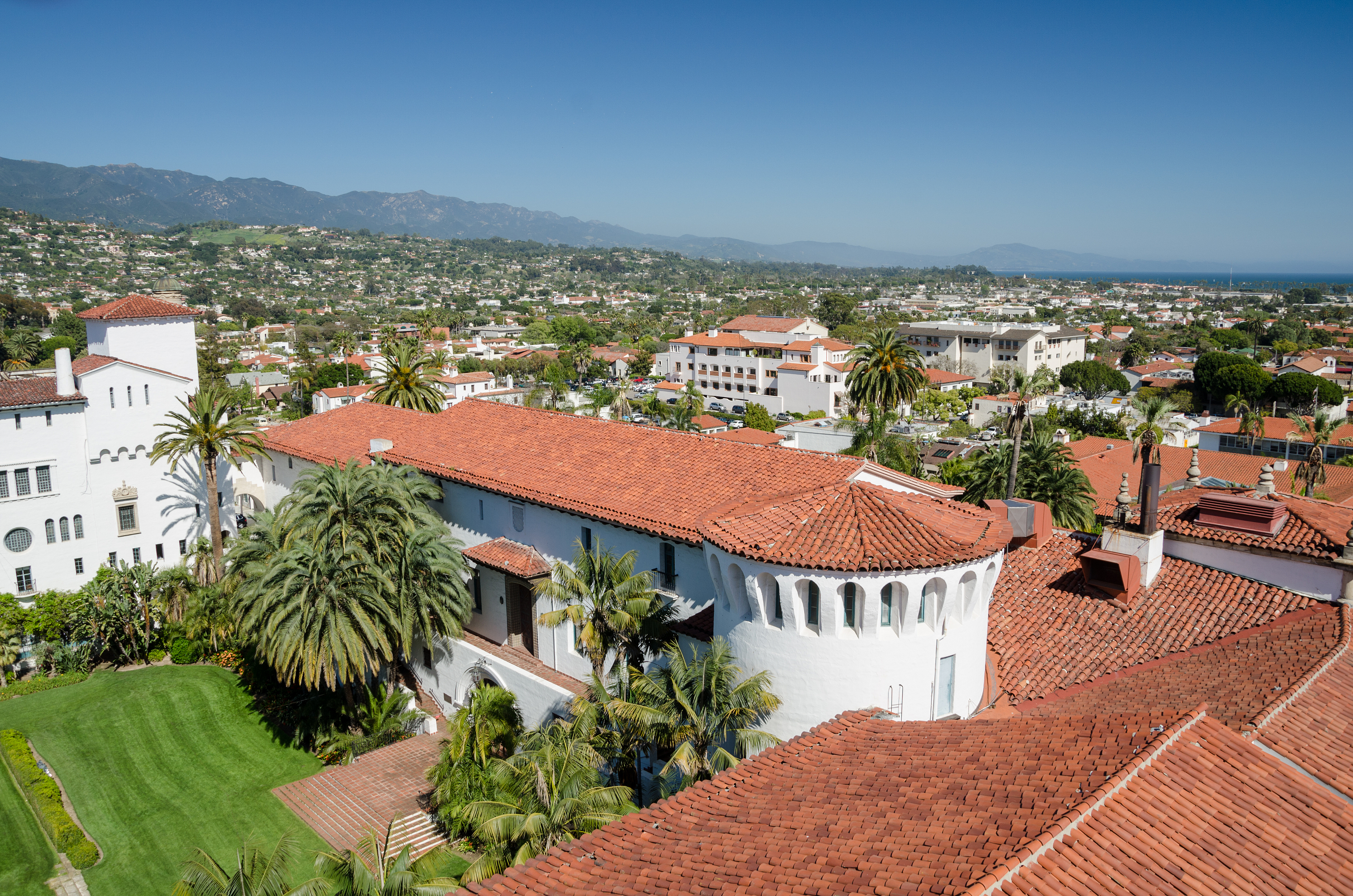
Santa Barbara východním směrem
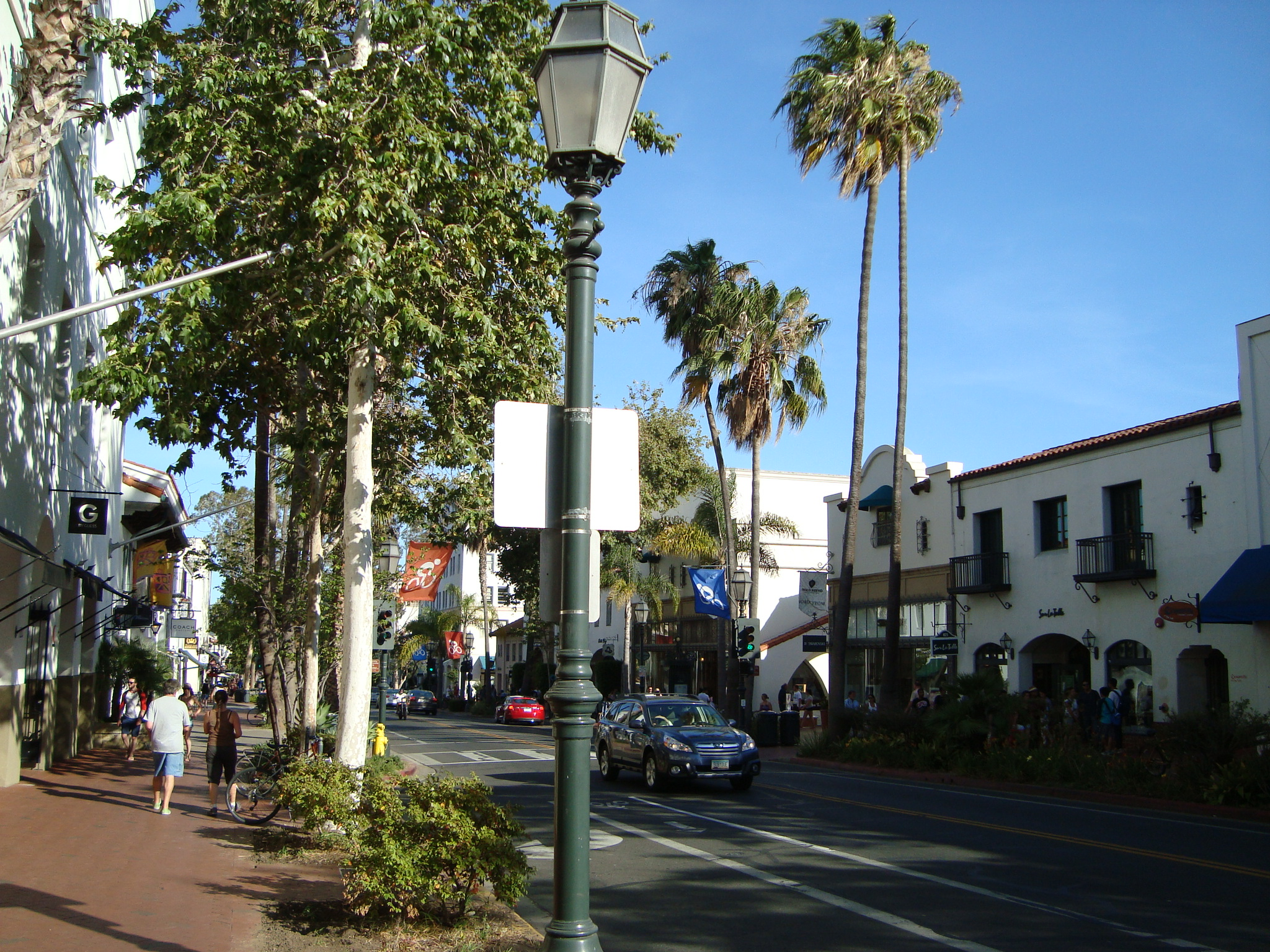
State Street
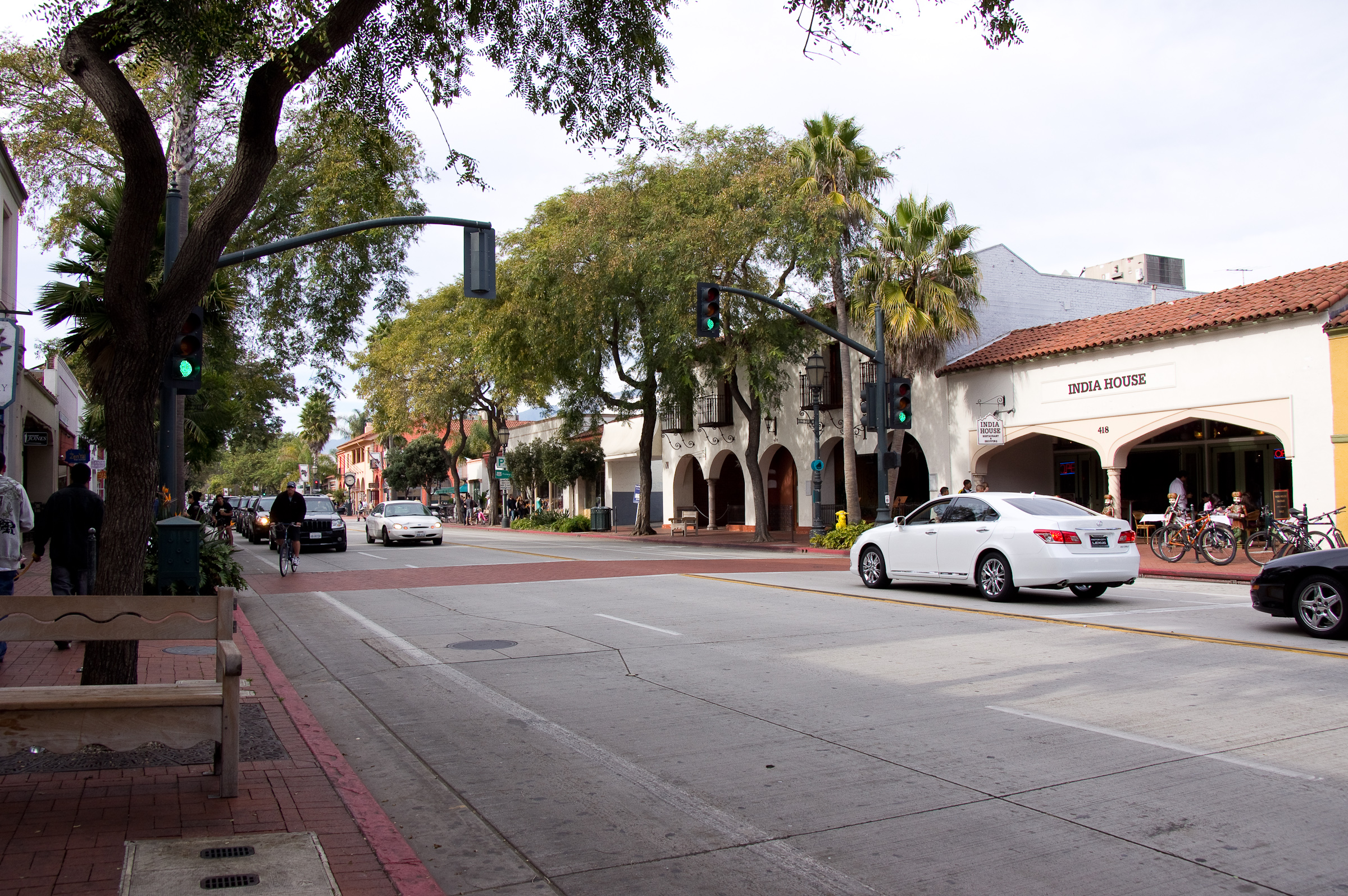
State Street procházející centrem města
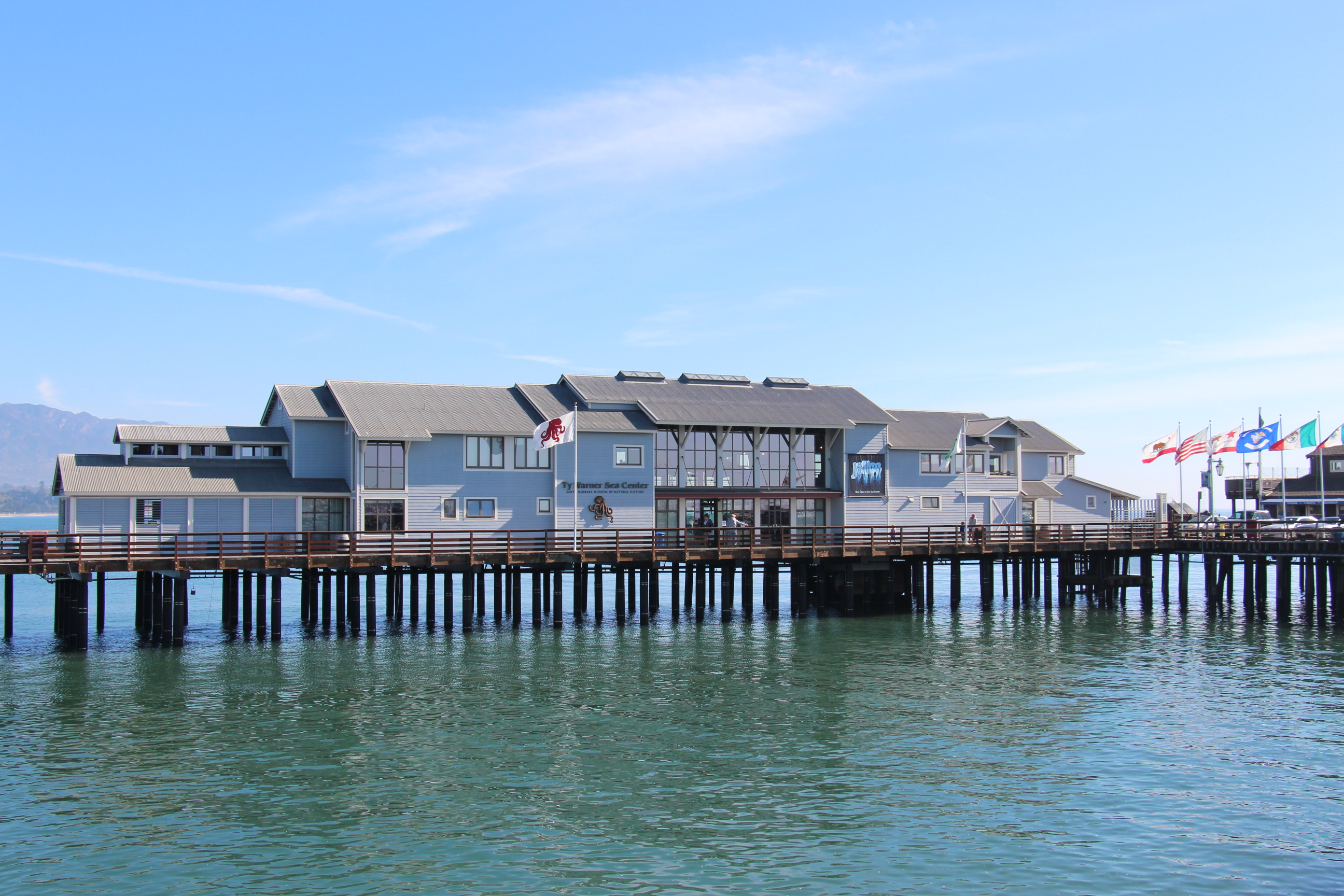
Stearns Wharf
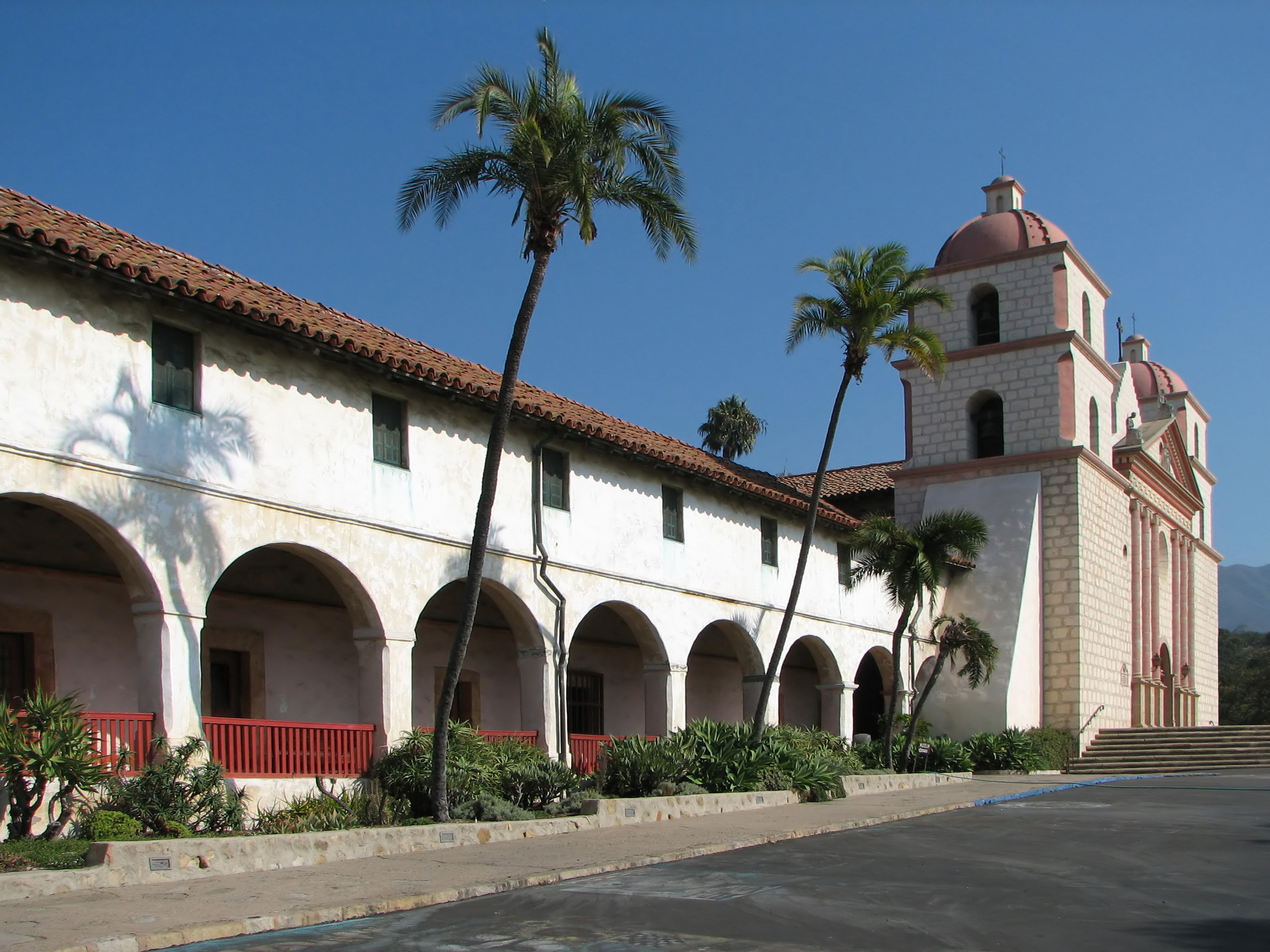
Mission Santa Barbara
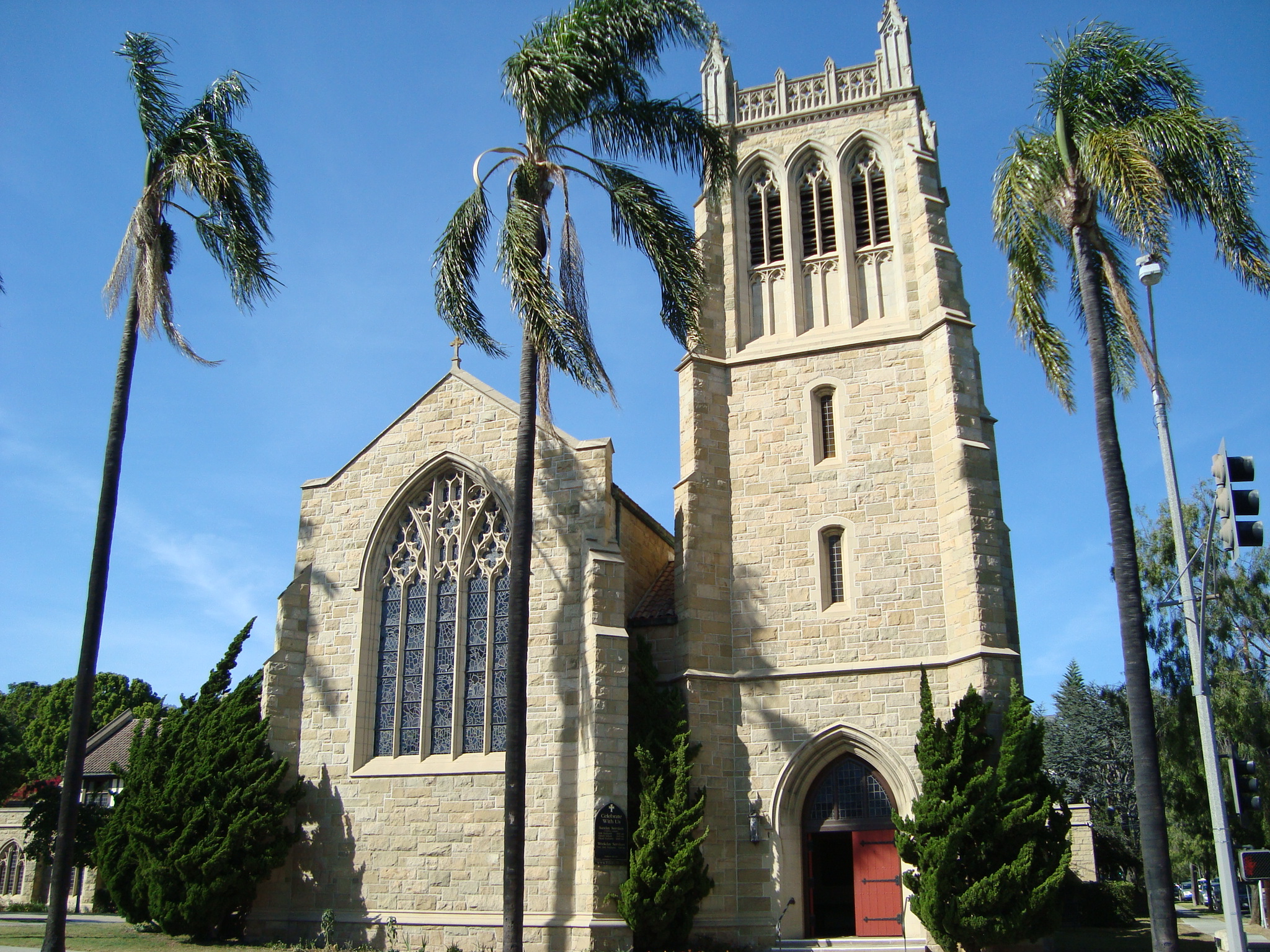
kostel Trinity Episcopal na State Street
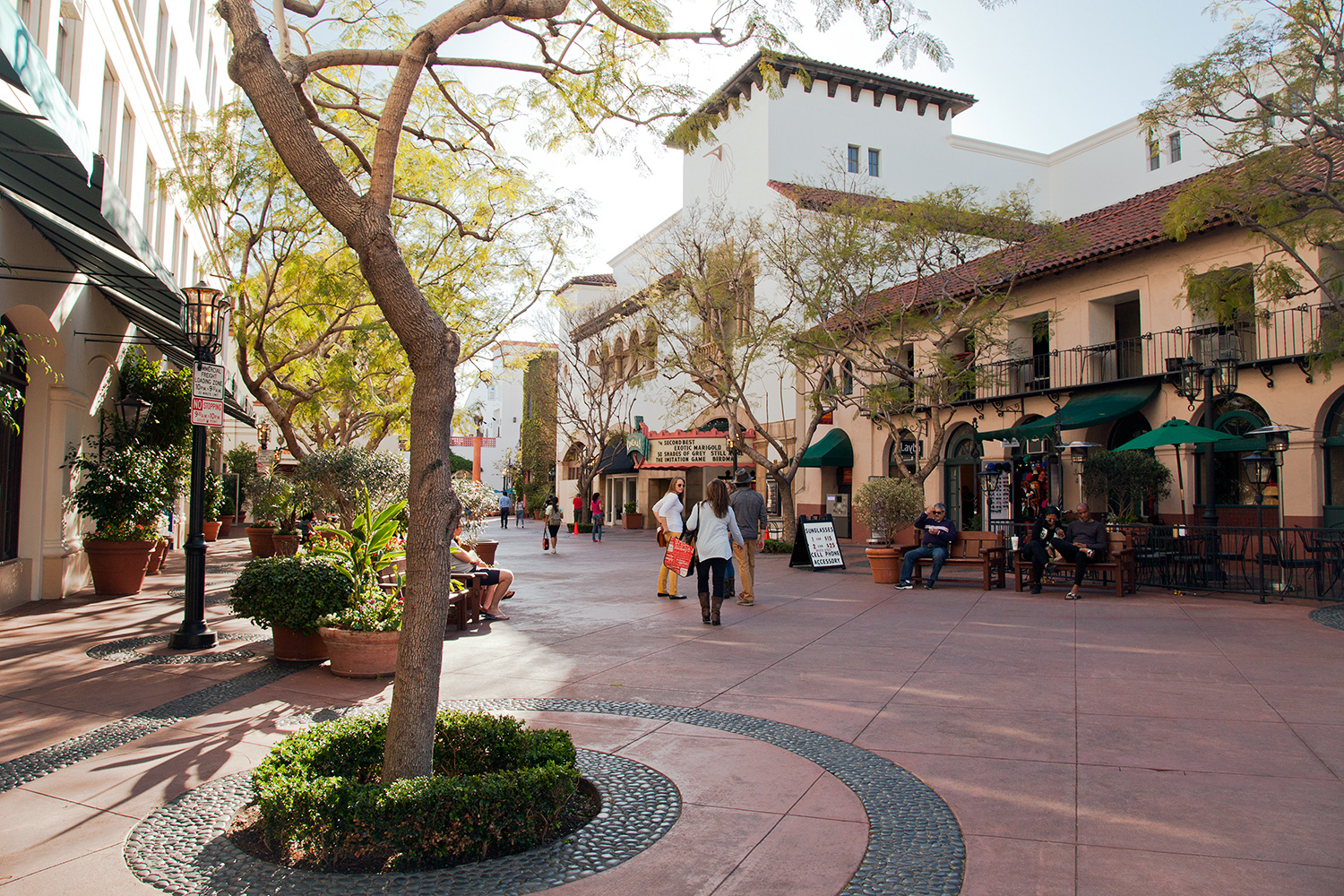
Centrum města
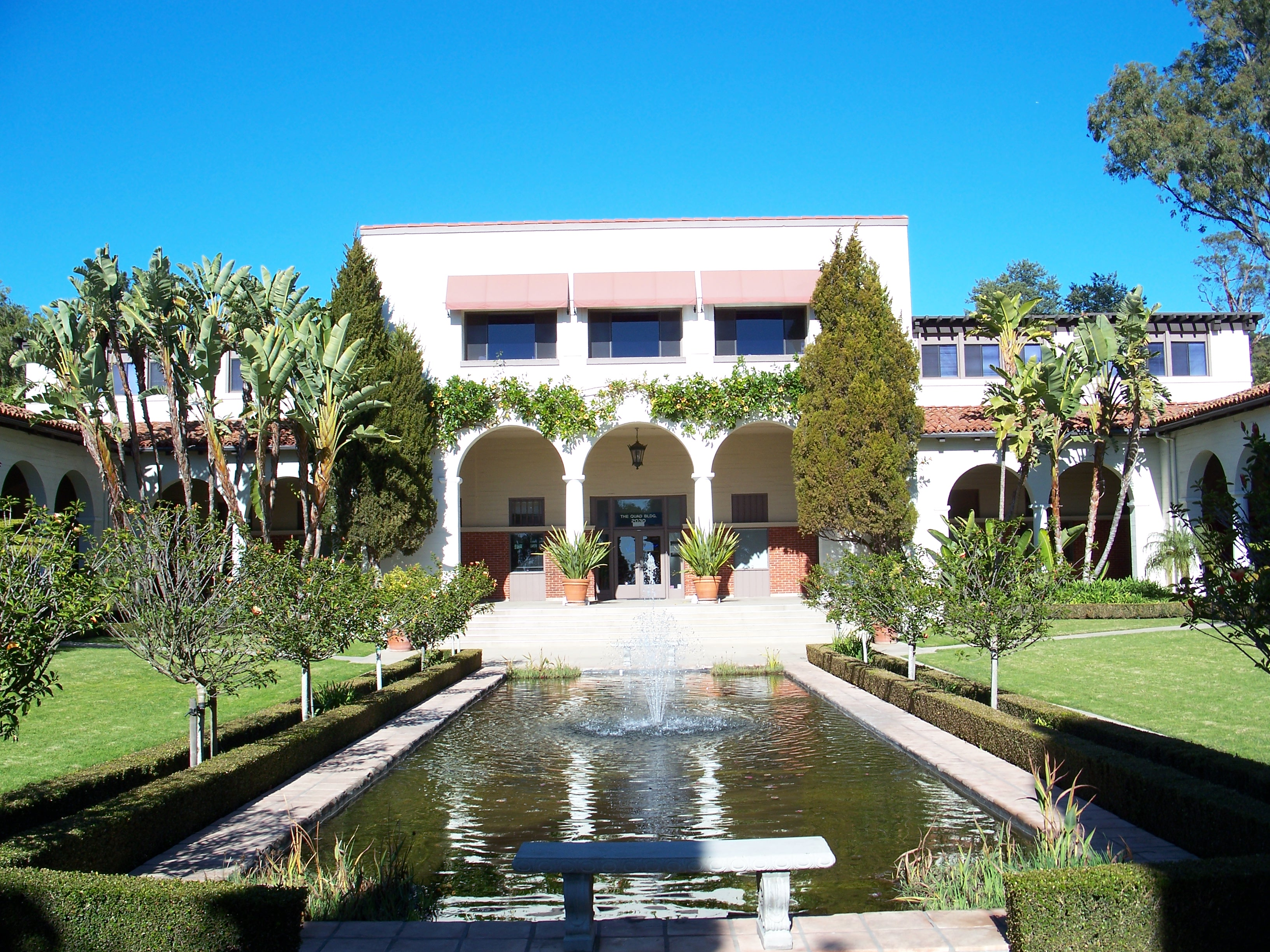
Čtvrť Riviera
promenáda podél pobřeží ve čtvrti Waterfront
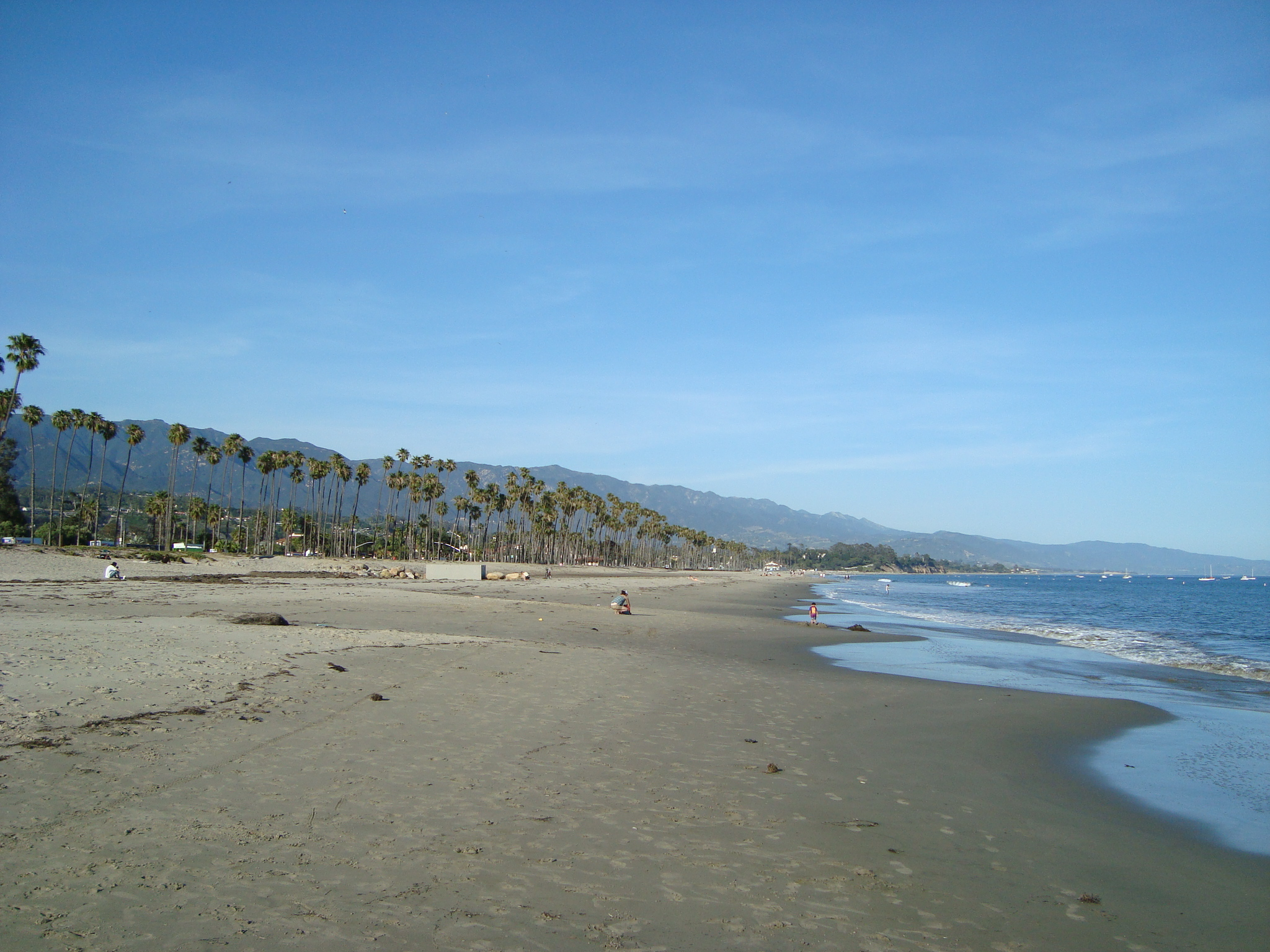
pláž v Santa Barbaře
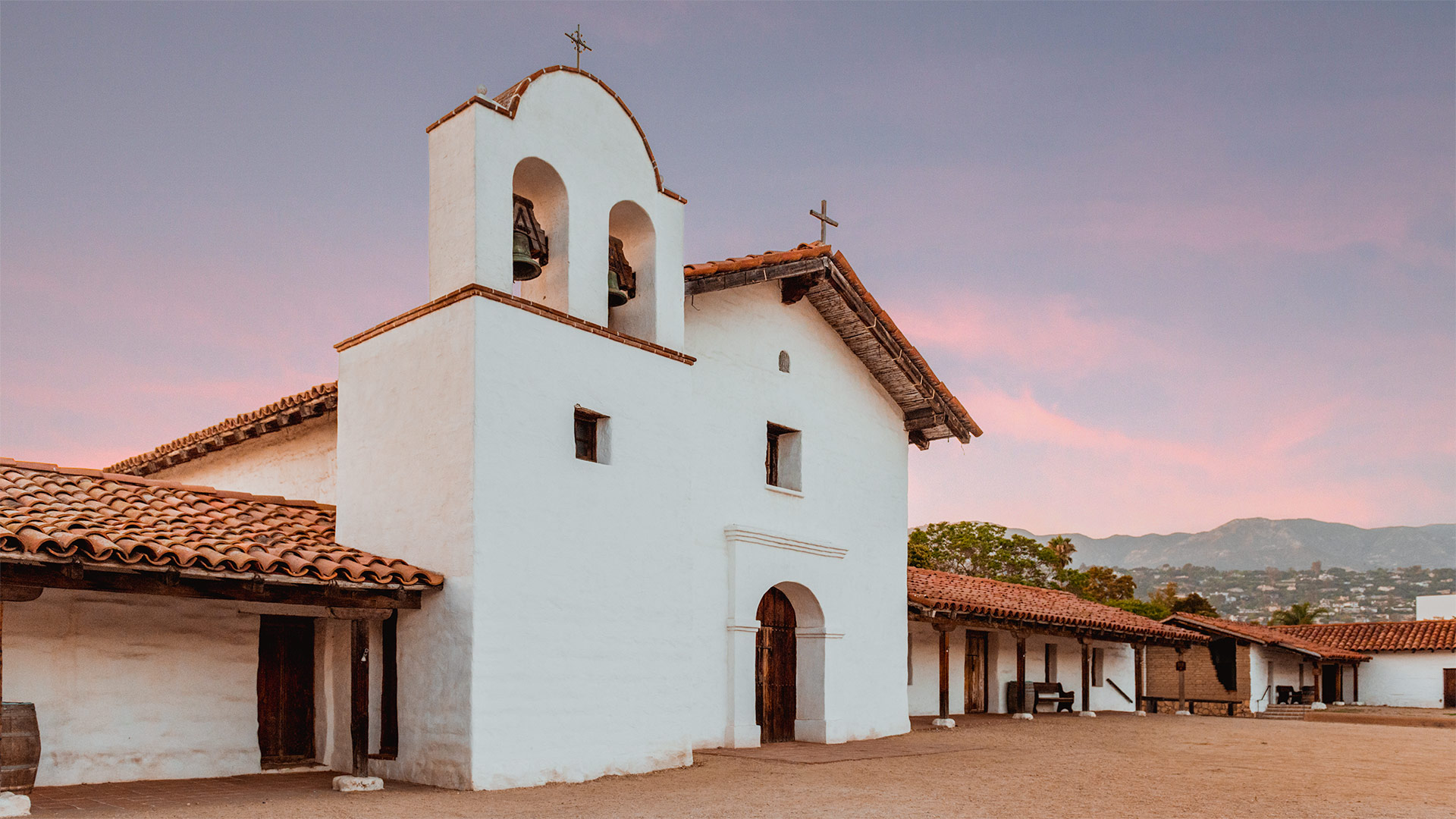
Presidio de Santa Barbara
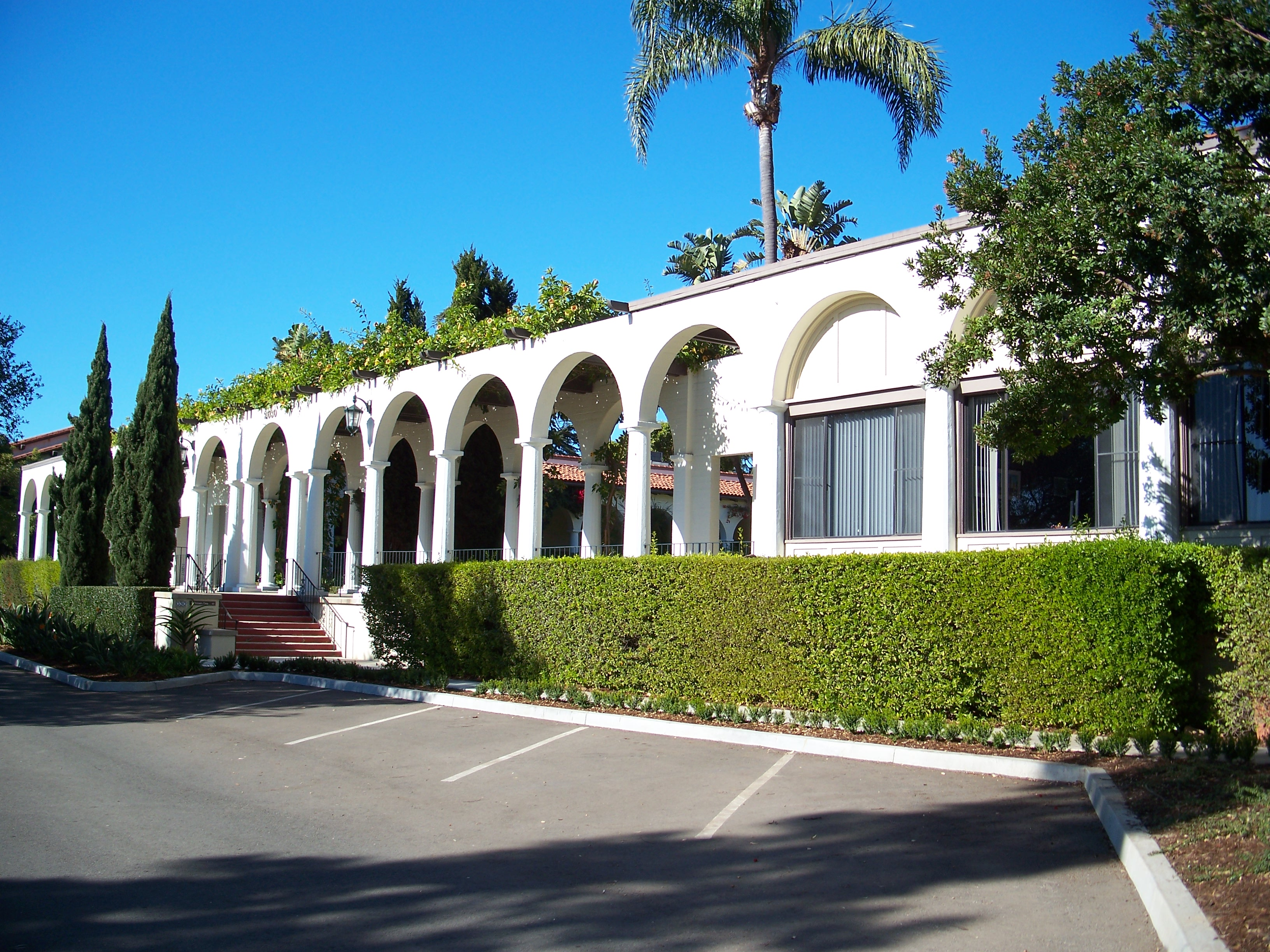
Kampus místní university
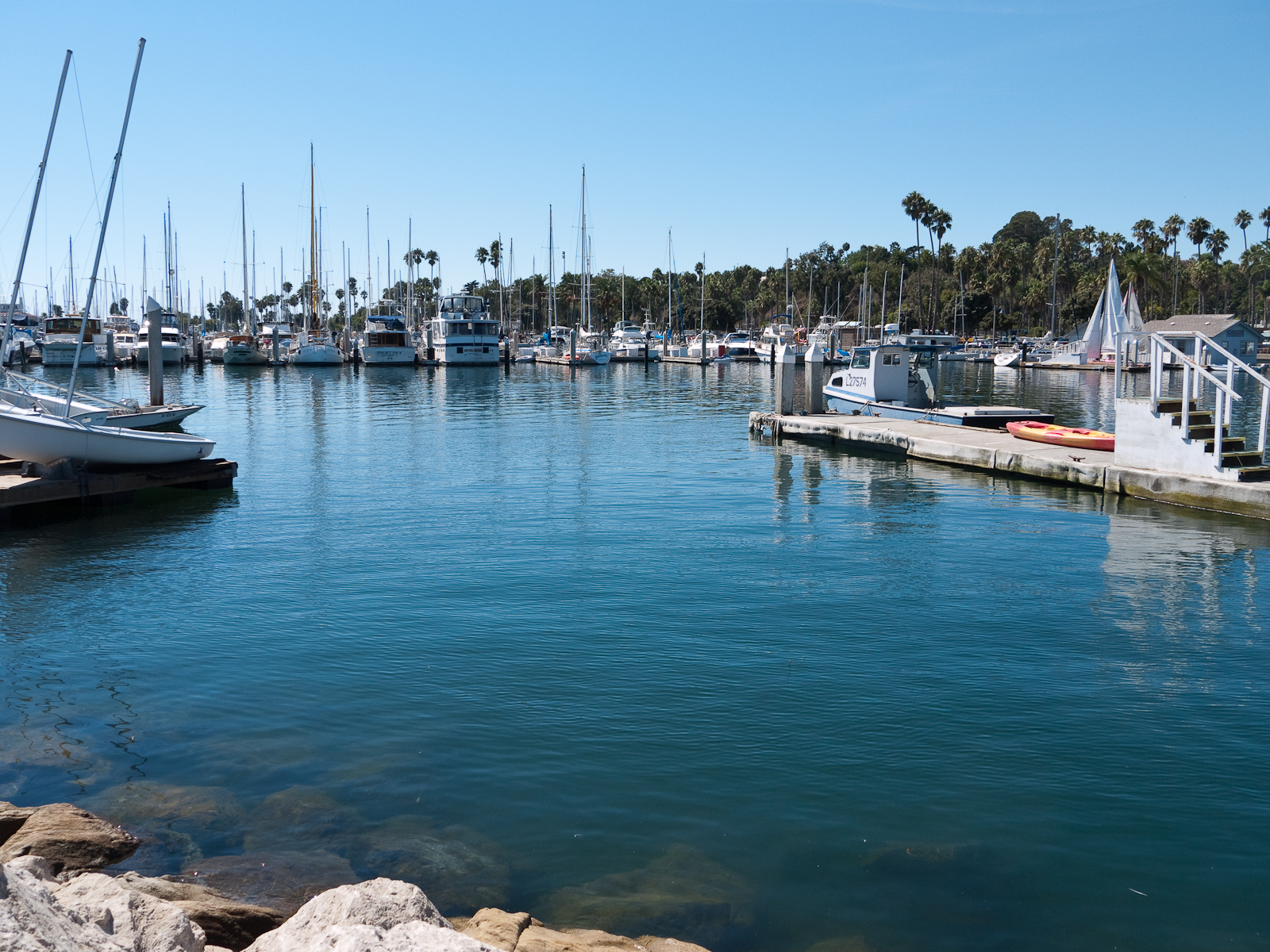
přístav v Santa Barbaře
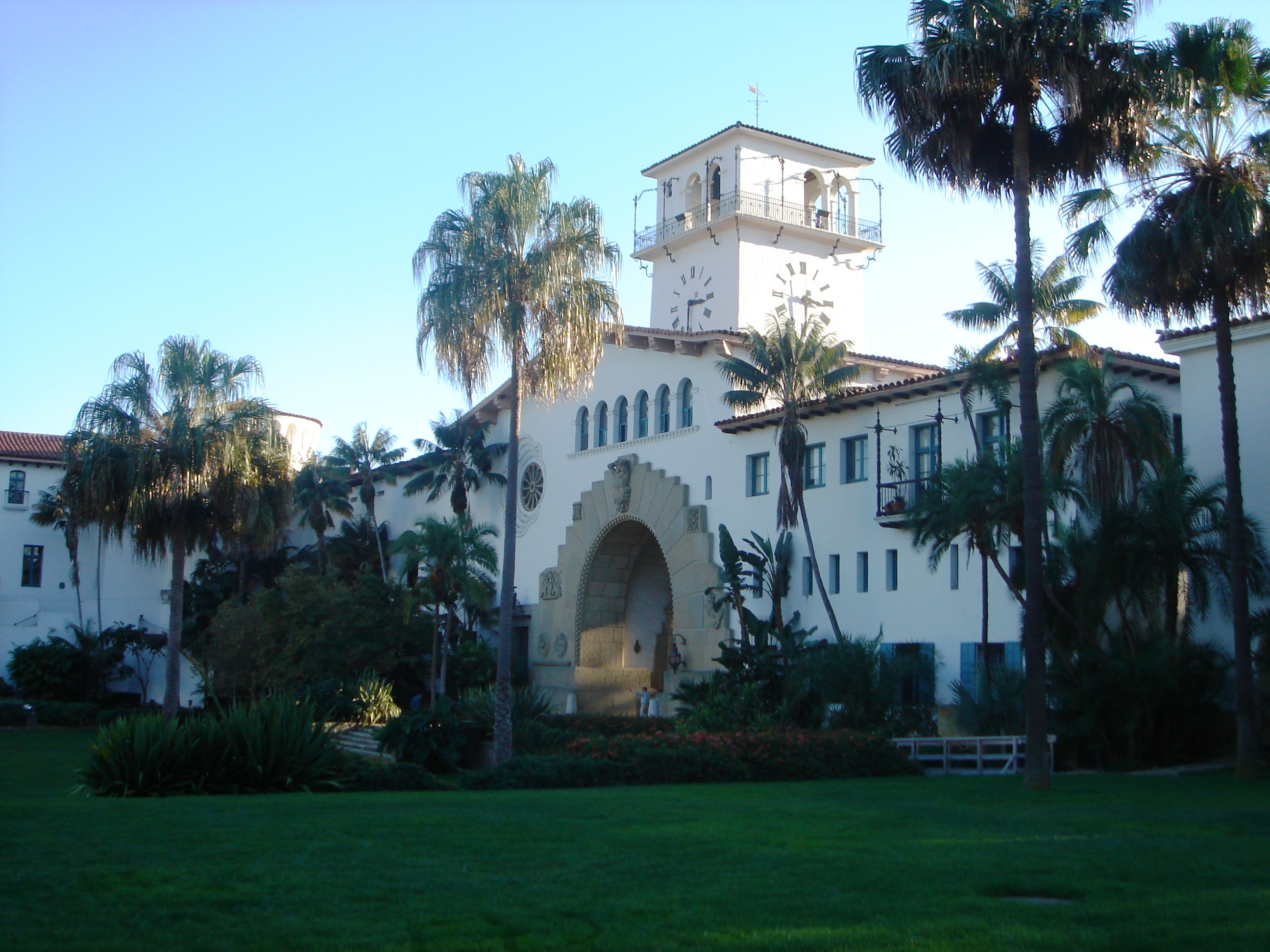
Městská radnice

## Demografie
K roku 2010 žilo ve městě 88 410 obyvatel. Hustota zalidnění je tedy 813 osob/km2. Naprostá většina osob bydlela v domech. V bytech zde bydlelo cca 1 % obyvatel. V ubytovnách pouze 0,5 %.  
| Rasa                    | Počet obyvatel | %    |
| ----------------------- | -------------- | ---- |
| Bílí                    | 66 411         | 75,1 |
| Černí                   | 1 420          | 1,6  |
| Původní Američané       | 892            | 1,0  |
| Asiaté                  | 3 062          | 3,5  |
| Tichomořští ostrované   | 116            | 0,1  |
| Míšenci dvou a více ras | 3 477          | 3,9  |
| Příslušníci ost. ras    | 13 032         | 14,7 |

## Známí obyvatelé, rodáci
- Katy Perry – zpěvačka
- Martin Lee Gore – skladatel, kytarista, klávesák a zpěvák skupiny Depeche Mode

## Partnerská města
- Dingle, Irsko
- Palma de Mallorca, Španělsko
- Puerto Vallarta, Mexiko
- San Juan, Filipíny
- Toba, Japonsko
- Wej-chaj, Čína
- Jalta, Ukrajina